# Alexis Chalbos
Alexis Chalbos (28 de septiembre de 1736, Cubières-17 de marzo  de 1803, Maguncia) fue un general de división durante la Revolución francesa. Hijo del abogado, juez y notario de Cubières, Joseph Chalbos (1695-1739), y de Magdeleine de Mazel de Fayet (m. 1739). Se incorporó al Ejército Real en 1751 como soldado raso en un regimiento de Normandía y luego sirve en el regimiento de caballería del Rey. Cuando estalla la revolución era caballero de Saint-Louis y capitán del 8° regimiento de cazadores. Brigadier en 1793 y sucedió a Jean Léchelle como comandante del Ejército del Oeste brevemente durante la Guerra de la Vendée. Murió siendo comandante en Maguncia.